# 3567 Alvema
3567 Alvema eller 1930 VD är en asteroid i huvudbältet som upptäcktes 15 november 1930 av den belgiske astronomen Eugène Joseph Delporte i Uccle. Det har fått sitt namn efter tre av upptäckarens barnbarn, Aline, Véronique och Martine.
Asteroiden har en diameter på ungefär 13 kilometer.